# 흐르는 강물을 어찌 막으랴
"흐르는 강물을 어찌 막으랴"는 1984년에 개봉한 대한민국의 영화이다.

## 캐스팅
- 한영수 : 지원 역
- 조용원 : 이화 역
- 윤양하
- 김길호
- 전무송
- 방희
- 김진애
- 채은희
- 김지영
- 문미봉
- 최동준
- 진봉진
- 오영화
- 조주미
- 김기범
- 이정애
- 양택조
- 이기영
- 채몽석
- 안진수
- 주상호
- 유명순
- 나갑성
- 이석구
- 양춘
- 김경란
- 남포동
- 길달호
- 박종설
- 박용팔
- 이중수